# Pluvault
Pluvault è un ex comune francese di 537 abitanti situato nel dipartimento della Côte-d'Or nella regione della Borgogna-Franca Contea.
In data 1º gennaio 2019 è stato unito al comune di Longeault per formare il nuovo comune di Longeault-Pluvault.

## Società

### Evoluzione demografica
Abitanti censiti